# Friedel-Crafts-alkylering
Friedel-Crafts-alkylering er navnet på en kemisk reaktion udviklet i 1877 af den franske kemiker Charles Friedel og den amerikanske kemiker James Crafts. Ved reaktionen erstattes et hydrogenatom på en aromatisk ring (f.eks. benzen) af en alkylgruppe ved elektrofil aromatisk substitution.

## Reaktionsmekanisme
Ved en Friedel-Crafts-alkylering alkyleres en aromatisk ring af et alkylhalid ved hjælp af en stærk Lewissyre-katalysator, f.eks. jern(III)klorid. Ved reaktionen dannes en ny binding mellem et carbonatom på den aromatiske ring og carbonatomet på alkylhalidet, hvor halogenet sidder til at starte med, mens der brydes en C-H-binding på den aromatiske ring og en C-X-binding på alkylhalidet (hvor X betegner halogenet).
Den generelle reaktionsmekanisme er vist her:
Der er flere ulemper forbundet med Friedel-Crafts-alkyleringer, som kan føre til dannelsen af andre produkter end det ønskede:
- Den nye alkylgruppe er elektrondonerende og har en aktiverende virkning på den aromatiske ring, hvilket kan føre til gentagne alkyleringer af den aromatiske ring ("overalkylering").
- Hvis halogenet (der typisk er klor) ikke er bundet til et tertiært eller sekundært carbonatom i alkylhalidet, vil den dannede carbokation (R+) undergå omlejring. Dette skyldes, at tertiære og sekundære carbokationer er mere stabile end primære carbokationer.[4]

Valget af alkyleringsmiddel begrænser sig ikke kun til alkylhalider: Friedel-Crafts-alkyleringer kan også forløbe med andre carbokation-intermediater dannet fra f.eks. alkener og en Brønsted-syre, Lewissyrer, enoner og epoxider. Et eksempel er syntesen af neophylklorid fra benzen og methallylklorid:
H2C=C(CH3)CH2Cl + C6H6 → C6H5C(CH3)2CH2Cl
I et studium er elektrofilen en bromoniumion dannet fra en alken og stoffet N-bromsuccinimid (NBS), der fungerer som bromdonor:
I denne reaktion menes samarium(III)triflat at aktivere bromdonoren NBS i dannelsen af bromoniumionen.